# Tambor (carnaval)

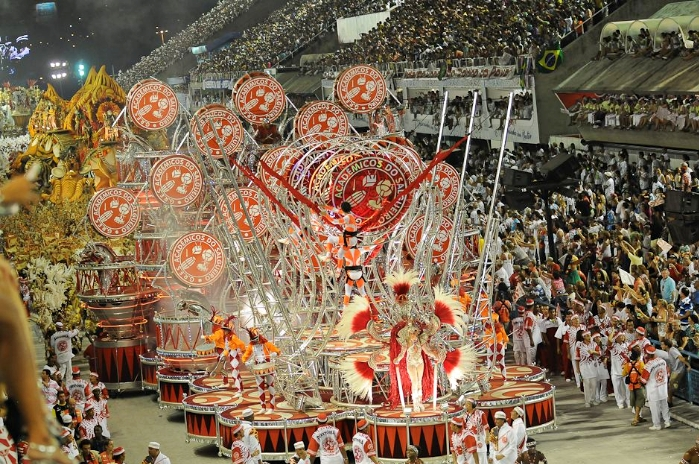
Carro abre-alas do Salgueiro em 2009

Tambor foi o enredo apresentado pela escola de samba Acadêmicos do Salgueiro no desfile das escolas de samba do Rio de Janeiro de 2009. Com a apresentação, a escola conquistou o seu nono título de campeã do carnaval carioca, 16 anos depois da vitória de Peguei um Ita no Norte em 1993.

## Enredo
O carnavalesco Renato Lage idealizou um enredo que mostrasse a importância do tambor ao longo da História, no Brasil e no mundo. Foi uma volta à tradição salgueirense de enredos com temas africanos, que fizeram sucesso na década de 1960.

## Desfile
O Salgueiro foi a segunda escola a desfilar no dia 23 de fevereiro. O carro abre-alas contou com a participação de acrobatas da Intrépida Trupe, como já havia acontecido no desfile de 2008. Em seguida, as alegorias apresentaram a evolução do instrumento, desde as origens pré-históricas e passando pelo uso ritual, até a chegada ao Brasil, destacando o Boi Bumbá, o Olodum e o samba. Alguns carros tiveram problemas para entrar na avenida e chegaram a causar buracos na evolução da escola.
Entre os destaques estiveram Carlinhos Brown, Angela Bismarchi, Sabrina Sato, Paulo Vilhena, Eri Johnson e Roberta Close.

## Ficha técnica
- Presidente: Regina Celi Fernandes
- Enredo: Renato Lage e Departamento Cultural
- Carnavalesco: Renato Lage
- Direção de carnaval: Luis Otávio Novello (Tavinho)
- Direção de harmonia: Jô, Siro, Jorge, André e Alda
- Contingente: 4.100 componentes em 36 alas
- Direção de bateria: Marco Antônio da Silva (Marcão)
- Ritmistas: 286
- Rainha de bateria: Viviane Araújo
- 1º casal de mestre-sala e porta-bandeira: Gleice Simpatia e Ronaldinho
- Comissão de frente: Hélio Bejani[6]

## Samba-enredo
O samba foi composto por Moisés Santiago, Paulo Shell, Leandro Costa e Tatiana Leite. O intérprete foi Quinho, que também havia defendido o samba campeão de 1993.

## Resultado
Na apuração, o Salgueiro ficou em primeiro lugar, somando 399 pontos, um a mais que a vice-campeã Beija-Flor de Nilópolis, que tentava o bicampeonato.

## Premiações
Pelo seu desfile, o Salgueiro recebeu os seguintes prêmios:
| - Estandarte de Ouro 1. Melhor escola 2. Melhor enredo - Estrela do Carnaval 1. Desfile do Ano 2. Melhor conjunto de fantasias 3. Melhor carnavalesco (Renato Lage) - S@mba-Net 1. Mais elegante galeria de velha guarda - Tamborim de Ouro 1. Melhor bateria | - Plumas & Paetês Cultural 1. Melhor carnavalesco (Renato Lage) 2. Melhor iluminador (Beto Kaiser) 3. Melhor destaque performático (Mauricio Pina) 4. Melhor ferreiro (Alexandre Vieira e Adilson da Silva) 5. Personalidade do carnaval (Regina Duran) - Troféu Rádio Manchete 1. Melhor escola - Troféu Sambario 1. Melhor escola 2. Melhor enredo |